# Estructura argumental
La estructura argumental es una estructura narrativa en donde se identifican tres partes: Introducción – Nudo – Desenlace. La estructura argumental tiene una relación muy estrecha con la construcción del discurso.

## Elementos

### Introducción
Es la primera parte del relato

### Nudo
Es la parte central de toda historia; el nudo empieza con la aparición de un elemento de tensión que rompe con la normalidad planteada en la introducción, creando de este modo alguna adversidad o problema en el que el/los personajes deberán superar y solucionar. Se podría representar con el Pero un buen día de los cuentos tradicionales. 
Si el problema/conflicto de la historia es resuelto de una forma muy conveniente, ilógica o mal fundamentada se estaría cometiendo un Deux Ex Machina.

### Desenlace
En el desenlace, llegado a un punto de tensión determinado, ocurre algún hecho que re-ordena estos elementos y establece una nueva normalidad. A este punto se lo conoce como final o desenlace. 
Esta nueva normalidad puede ser similar a la previa al conflicto o mejor o peor o completamente diferente. Lo importante es que el desenlace deja planteado como serán las cosas a partir de ese momento. Puede representarse con ...y vivieron felices para siempre como en los cuentos clásicos.
En el Cuento, esta estructura (el argumento) es el todo. Otras formas narrativas, como la novela, admiten líneas argumentales adicionales (por ejemplo en cada capítulo).

## Otras disciplinas artísticas
La estructura argumental puede ser claramente identificada en géneros narrativos o relacionados con la narrativa, como el cuento, la novela, las obras dramáticas o como en muchas películas. Pero también es posible reconocer una estructura argumental en otros géneros artísticos relacionados con el teatro, como la ópera o el ballet.
Hay también una relación muy estrecha entre la estructura argumental y los movimientos de las obras musicales (sean o no preparadas para la ópera o el ballet).